# Cykelbanen i Kolding
Cykelbanen i Kolding var en udendørs væddeløbsbane som blev anlagt med private midler i 1898 ved vandværket i Alpedalen, i den nordvestlige del af Kolding. Banen blev overtaget af kommunen 1901 og nedlagt 1909.
Et første skridt i anlæggelse af en cykelbane blev taget i 1896 da Kolding Cykleklub (1889) til formålet stiftede aktieselskabet Kolding Cykle-, Is- og Sportsbane. Klubben købte en grund til formålet i 1898, og her byggede man også pavillonen Olympia. Imidlertid kunne cykelklubben ikke få cykelbanen til at løbe rundt økonomisk, og efter sæsonen 1900 blev den overtaget af kommunen, som derefter bl.a. lejet banen ud til Kolding Idræts Forening, selve cykelbanen blev nedlagt 1909. Grunden var dog ikke velegnet til idræt eftersom den nærmest var en bundløs eng, der også blev brugt til dyrskuer. Kolding kommune prøvede i flere år forgæves at få orden på banerne. I 1927 vedtog byrådet så at bygge et helt nyt anlæg i nærheden og i 1931 kunne man indvie Kolding Stadion.